# 斑點雙纓麗魚
斑點雙纓麗魚（学名：Dicrossus maculatus）為輻鰭魚綱鱸形目隆頭魚亞目慈鯛科的其中一種，分布於南美洲巴西Tapajós河及Maués河等流域，體長可達5.3公分，棲息在河川中底層水域，生活習性不明。
其种加词“maculatus”意为“有斑点、斑块、斑纹的”。